# Fast sol
En fast sol är en kolloidal blandning av två fasta material. Det ena materialet är en kontinuerlig fas medan det andra är dispergerat i partikelform, med dimensioner mellan en nanometer och en mikrometer.
Termen fast sol används sällan om tekniska material, om dessa används termen komposit. Alla kompositer är dock inte fasta soler.
| Kolloider        | Kolloider | Mediets fas | Mediets fas      | Mediets fas    |
| Kolloider        | Kolloider | fast        | vätska           | gas            |
| Partiklarnas fas | fast      | fast sol    | suspension (sol) | aerosol: rök   |
| Partiklarnas fas | vätska    | gel         | emulsion         | aerosol: dimma |
| Partiklarnas fas | gas       | fast skum   | skum             | (finns inte)   |